# Better Than Today
Better than Today è il terzo singolo estratto dall'album Aphrodite della cantautrice australiana Kylie Minogue. Il singolo è in uscita il 6 dicembre nel Regno Unito, mentre in Italia vedrà la sua uscita il 7 dicembre sulle piattaforme digitali.

## Descrizione
Kylie ha annunciato l'uscita del terzo singolo tramite una performance al noto programma inglese X Factor. Tale performance vedeva la cantante cantare sul palco accompagnata da supporter con in mano ulteriori microfoni, con una band vestita da Pacman sullo sfondo. È proprio il tema del celebre videogioco ad essere il protagonista della performance, che poi verrà ripreso nel video ufficiale.

## Il video
Il video ufficiale del singolo è molto semplice. È stato girato per la prima volta nel suo ruolo, dalla stessa Kylie, che usa lo sfondo e personaggi ispirati al celebre gioco Pacman. Il video è anche una rivisitazione della performance del pezzo al tour americano avvenuto l'anno precedente, For You, For Me Tour.

## Tracce
CD singolo 1
1. Better than Today
2. Can't Get You Out of My Head (BBC Live Lounge Version)

CD singolo 2
1. Better than Today
2. Better than Today (Bills & Hurr Remix)
3. Better than Today (The Japanese Popstars Mix)
4. Get Outta My Way (BBC Live Lounge Version)

Vinile 7"
1. Better than Today - 3:26
2. Better than Today (Bills & Hurr Remix Edit) - 3:47

EP (download digitale)
1. Better than Today - 3:26
2. Better than Today (Bills & Hurr Remix Edit) - 3:47
3. Better than Today (The Japanese Popstars Mix) - 6:45
4. Better than Today (Monarchy 'Kylie Through the Wormhole' Remix) – 8:13 [iTunes only][11]
5. All the Lovers (BBC Live Lounge Version) - 3:33

## Classifiche
| Classifica (2010/2011) | Posizione massima |
| ---------------------- | ----------------- |
| Australia              | 55                |
| Francia                | 63                |
| Regno Unito            | 32                |
| Stati Uniti (Dance)    | 1                 |